# Kozelsk
Kozelsk (Russisch: Козельск) is een Russische stad in de rayon Kozelski van Oblast Kaloega. Hemelsbreed ligt Kozelsk op een afstand van ca. 66 km van de regionale hoofdstad Kaloega.

## Historie
Kozelsk werd als eerst genoemd in 1146, wat een jaar eerder is dan de eerste referentie naar Moskou. Het lag toen in het oosten van het Vorstendom Tsjernigov. In de middeleeuwen wordt gerefereerd aan Dmitri, de prins van Kozelsk en de zoon van de prins van Tsjernigov, Mstislav Svjatoslavitsj, welke heeft gevochten in een veldslag tegen Mongoolse troepen in de Slag aan de Kalka in 1223. 
De invasie van Mongolen van 1237-1240, geleid door Batu Khan, kleinzoon van Dzjengis Khan, bleek niet te stoppen. Vele Russische steden werden ingenomen en geplunderd, waaronder ook Moskou en Vladimir. Ondanks het verzet van Kozelsk werd de stad ingenomen en de meeste inwoners werden vermoord, inclusief de 12 jaar oude prins Vasily, de kleinzoon van Mtislav Svjatoslavitsj. Na enkele keren ingenomen en in vlammen op te zijn gegaan, was Kozelsk tussen 1446 en 1494 in handen van het Pools-Litouwse Gemenebest. Hierna was het opnieuw in handen van Moskou. 
In de 16e eeuw werd Kozelsk een fort en had het circa 15.000 inwoners. De 17e eeuw bracht echter opnieuw problemen met zich mee, toen het opnieuw in handen kwam van het Pools-Litouwse Gemenebest en de helft van de inwoners van Kozelsk werd vermoord. Pas in 1638 werd Kozelsk heroverd door tsaar Michaël I van Rusland. 
Met de uitbreiding van de grenzen van Rusland gedurende de 17e en 18e eeuw, verviel het belang van Kozelsk als militaire stad. Tijdens de heerschappij van Catharina II van Rusland verkreeg Kozelsk een wapen met een rode achtergrond, vier gouden kruizen en vijf zilveren schilden met zwarte kruizen. De rode achtergrond staat voor het bloedvergieten dat Kozelsk heeft ondergaan, de gouden kruizen voor de loyaliteit van de stad, terwijl de zilveren schilden de opoffering van de stad voor de verdediging van het land symboliseren. 
In zijn turbulente historie is Kozelsk ook ingenomen door de Grande Armée van Napoleon Bonaparte en tijdens de Tweede Wereldoorlog werd Kozelsk tussen 8 oktober en 28 december 1941 ingenomen door troepen uit Nazi-Duitsland.

## Huidige situatie
Kozelsk ligt op de oever van de rivier Zjizdra. Het aantal inwoners in Kozelsk laat een neergaande trend zien. Op 1 januari 2015 bestond het aantal inwoners uit 16.273, wat vergelijkbaar is met het aantal dat in de 16e eeuw in Kozelsk woonde. Een klooster uit de 19e en 20e eeuw kan vandaag de dag nog gevonden worden nabij Kozelsk langs de oever van de Zjizdra. Dit klooster heet Optina Poestin. In 2010 reikte Dmitri Medvedev de eretitel uit aan Kozelsk als "Stad van de Militaire Overwinning".

## Afbeeldingen

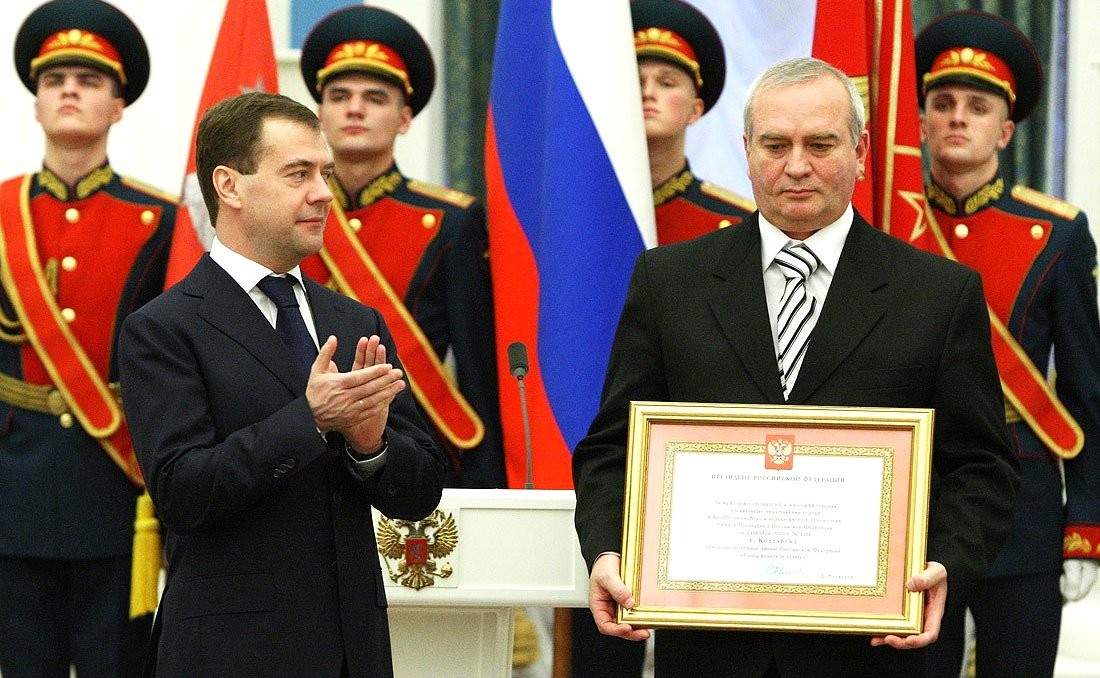
Dmitri Medvedev reikte in 2010 de eretitel "Stad van de Militaire Overwinning" uit aan Kozelsk.
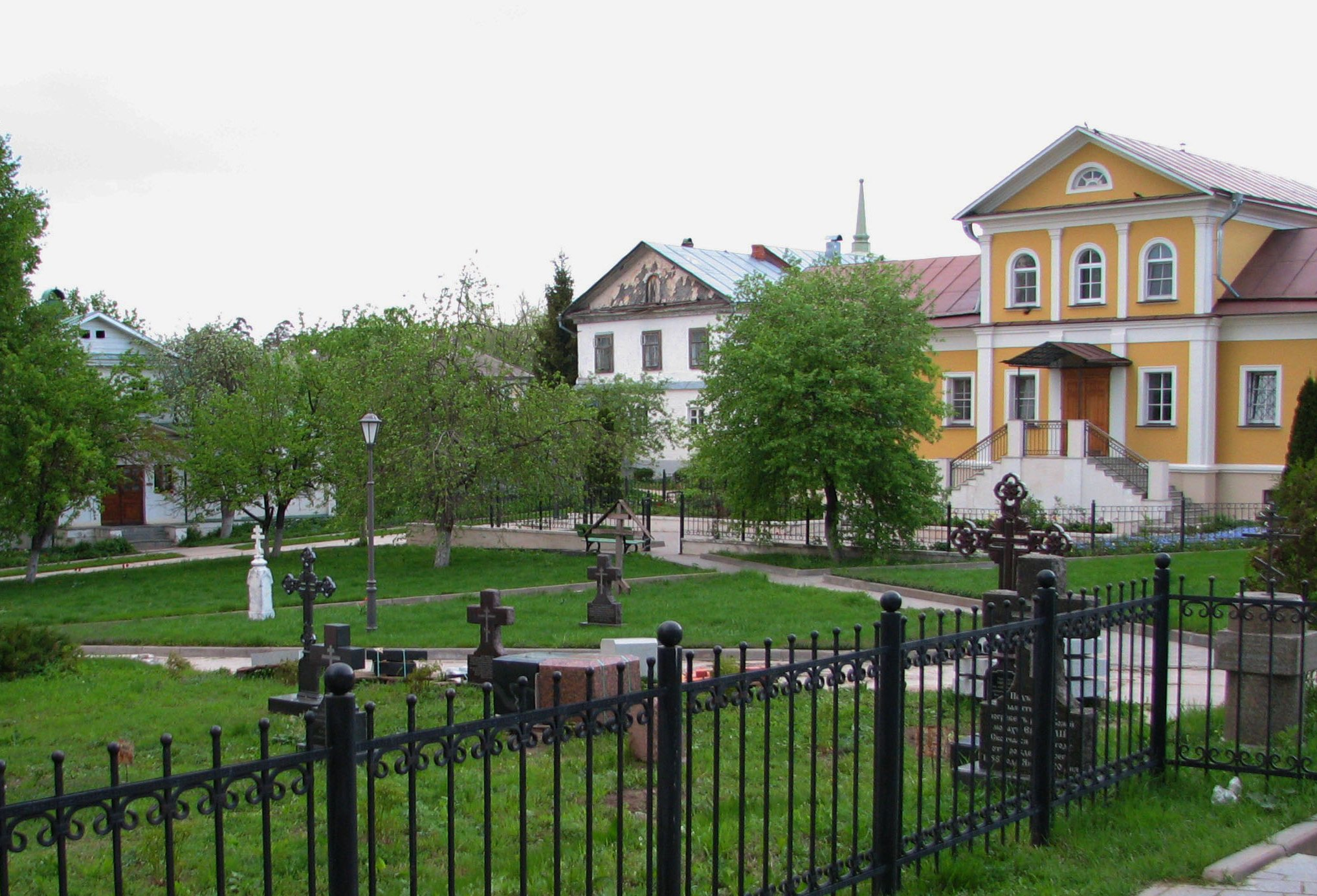
Begraafplaats van het klooster.
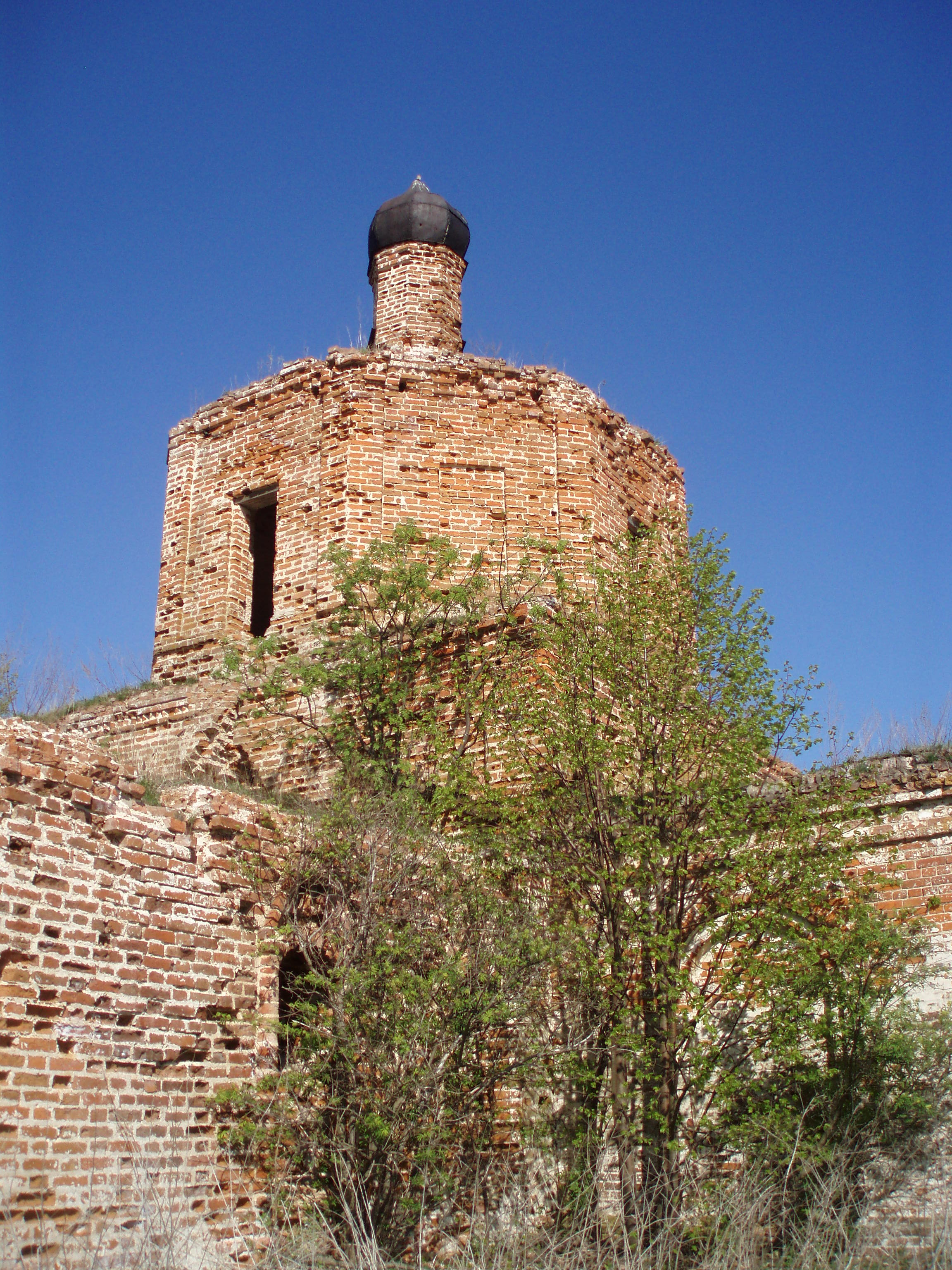
Ruïne van een oude kerk gebouwd in 1706.
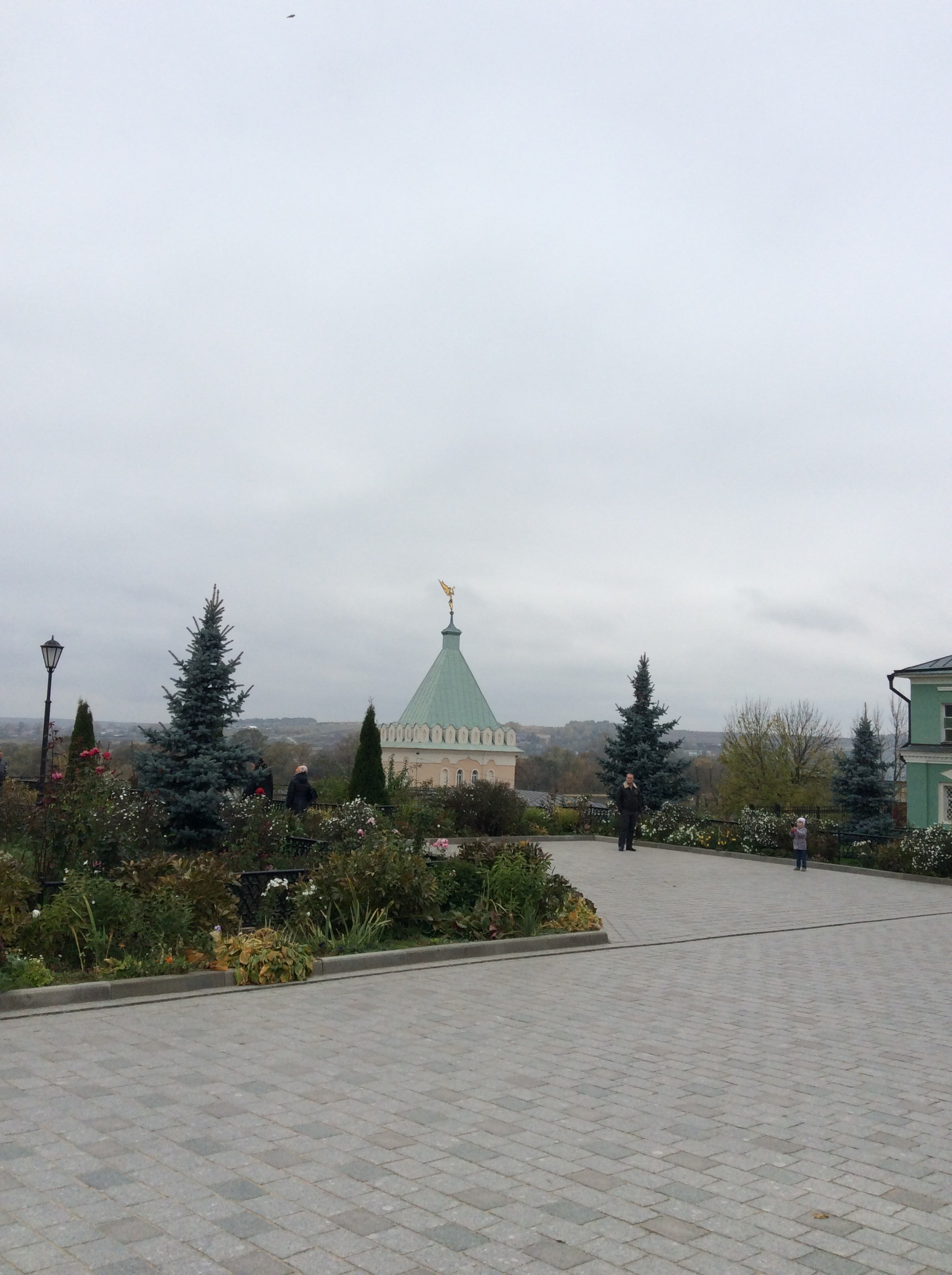
Klooster "Optina Poestin".
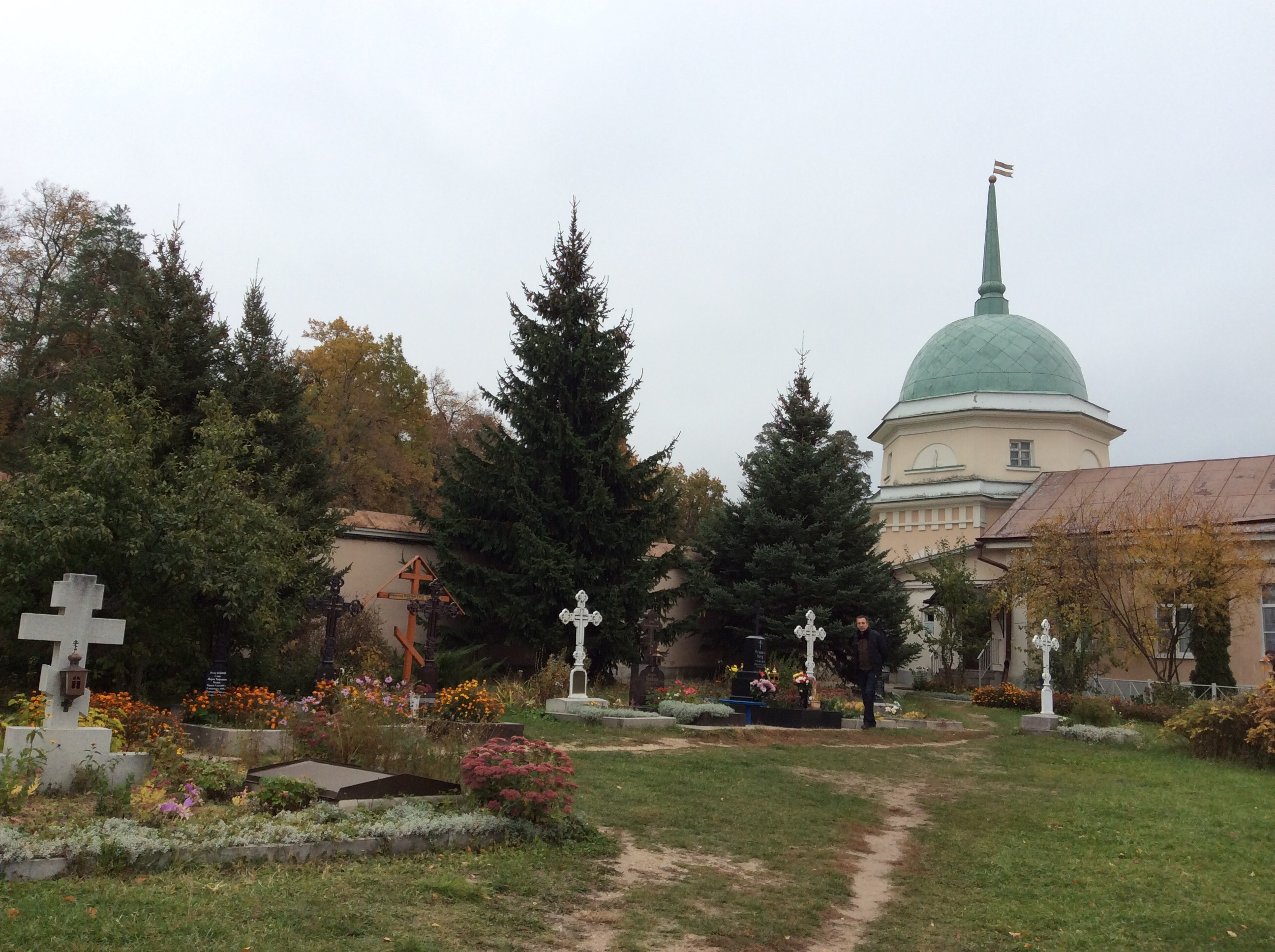
Klooster "Optina Poestin".
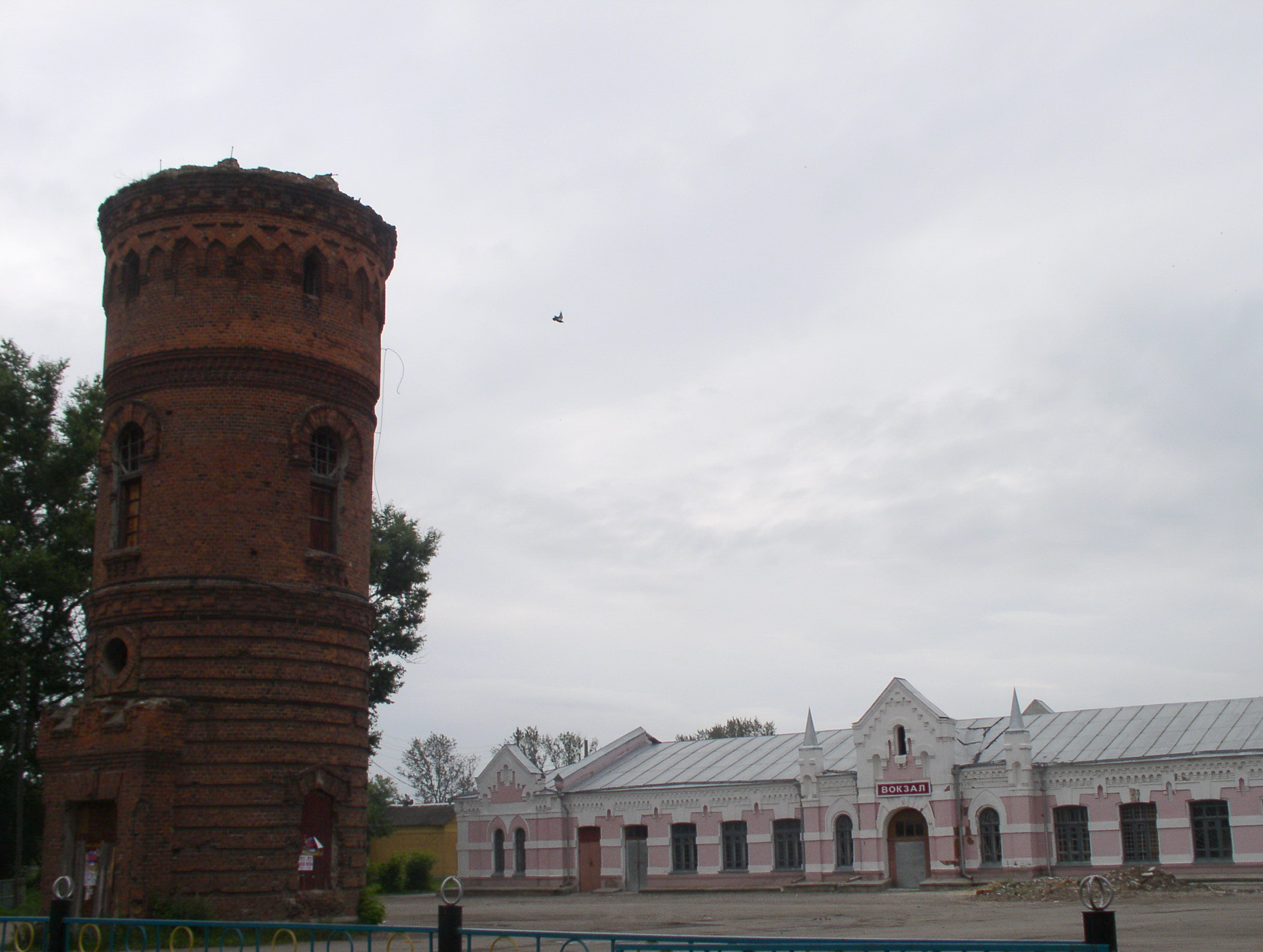
Stationsgebouw van Kozelsk, met de oude watertoren.
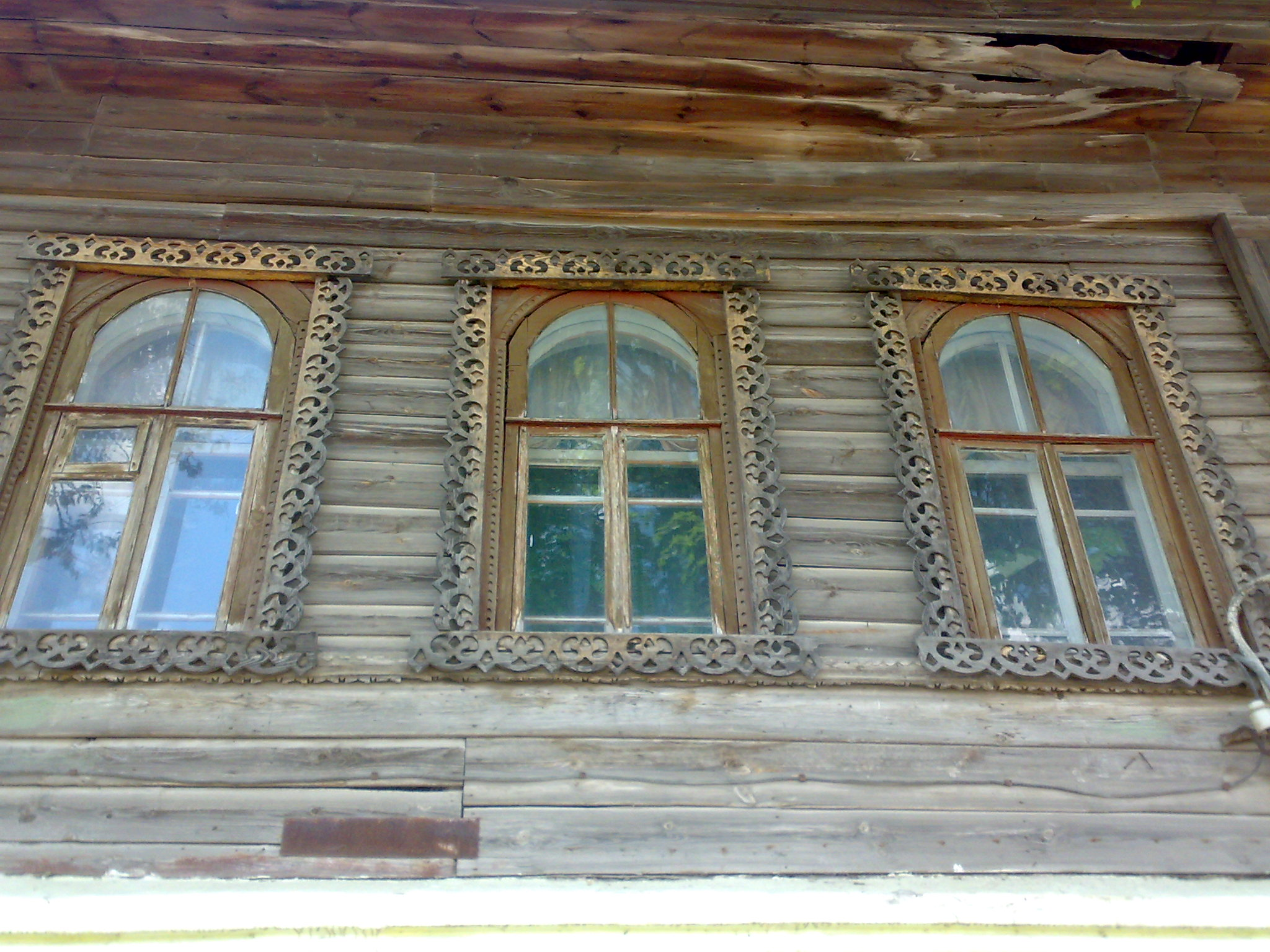
Houten huis met uit hout gesneden raamkozijnen.